# Monument aux morts de Grignon
Le monument aux morts de Grignon est un mémorial situé dans le cimetière de Grignon, dans le département français de la Côte-d'Or.

## Histoire
Le monument est l’œuvre du sculpteur Jean Dampt, né en 1854 dans la commune voisine de Venarey-les-Laumes, et qui fut soutenu financièrement par la comtesse Marguerite de Nansouty ; cette dernière lui avait déjà commander en 1875 une statue de sainte Reine installée dans le parc du château.
L’œuvre fut exposée à Paris, en 1919, au Salon de la Société nationale des beaux-arts et fut inaugurée le 22 août 1920.
L'ensemble sera inscrit le 1er août 2016,, suivi d'un arrêté de classement le 30 septembre 2020.

## Description
Ce monument en calcaire s'inscrit dans la veine symboliste représentant une allégorie de la France casquée et laurée, inclinant son visage triste.
Elle s'appuie sur une croix où figure les mentions

« AUX SOLDATS MORTS POUR LA PATRIE »

« Gloire à notre France Eternelle, Gloire à ceux qui sont morts pour elle »

Le monument comporte le nom de 15 soldats morts pendant la guerre 1914-1918 et trois autres pendant les guerres de 1945, 1955, 1960.